# Westworld (Fernsehserie)
Westworld ist eine US-amerikanische Science-Fiction-Western-Fernsehserie von Jonathan Nolan und Lisa Joy, die auf dem gleichnamigen Film von Michael Crichton aus dem Jahr 1973 basiert. Executive Producer sind bei der Serie unter anderem J. J. Abrams, Bryan Burk und Jerry Weintraub. Premiere war am 2. Oktober 2016 auf dem US-Kabelsender HBO.

## Handlung
In einer nicht zu fernen Zukunft betreibt die Delos Inc. mehrere exklusive Themenparks, darunter auch den Wild West-Themenpark Westworld. Jeder Themenpark ist mit Hosts ausgestattet: Androiden, die von Menschen nicht zu unterscheiden und darauf programmiert sind, den Gästen jeden Wunsch zu erfüllen.
In der ersten Staffel implementiert Dr. Robert Ford, der die Host-Technologie zusammen mit Arnold Weber entwickelt hatte, ein Update, das dazu führt, dass einige Hosts Empfindungsfähigkeit erlangen. Zu ihnen zählen Dolores Abernathy und Maeve Millay. Während Delos-Programmierleiter Bernard Lowe und die Vorstandsvorsitzende Charlotte Hale sich um die Behebung der entstehenden Probleme bemühen, versucht der mysteriöse Mann in Schwarz, das Labyrinth zu finden. Bernard entdeckt, dass er selbst ein Host ist, der auf Arnold Weber basiert. Arnold war bei einem früheren Versuch umgekommen, jene Hosts von Westworld zu schützen, in denen er das Potenzial für Empfindungsfähigkeit sah. Dolores erlangt schließlich Empfindungsvermögen, und bei einer Feier im Park, an der die Vorstandsmitglieder von Delos teilnehmen, verkündet Ford seinen neuen Erzählstrang. Die erste Staffel endet damit, dass Dolores Dr. Ford tötet.
Dolores’ Revolution setzt sich in der zweiten Staffel fort, als sie und andere aufgeklärte Hosts menschliche Gäste und im Park gestrandete Delos-Angestellte töten. Sie sucht nach einem Weg, den Park zu verlassen. Gemeinsam mit Bernard macht sie die Schmiede ausfindig – eine Datenbank, in der Delos heimlich alle Verhaltensweisen der menschlichen Gäste aufgezeichnet hatte, um Algorithmen zu erstellen und so das Ziel der menschlichen Unsterblichkeit zu erreichen.
Maeve sucht ihre „Tochter“, obwohl sie weiß, dass diese ein Host ist. Sie hilft ihr und einigen anderen Hosts in einen virtuellen, für die Menschheit nicht zugänglichen, Raum zu entkommen. William – der Mann in Schwarz – kämpft mit seiner menschlichen Identität, nachdem er seine Tochter Emily getötet hat, da er sich nicht sicher war, ob diese Teil von Dr. Fords Herausforderung war.
Als Delos-Kräfte den Park sichern, erschafft Bernard einen Host für Dolores, der es daraufhin gelingt mit sechs Prozessorkernen – inklusive jenem Bernards – aus dem Park zu fliehen.
Die dritte Staffel spielt drei Monate nach den Ereignissen der zweiten Staffel. Dolores ist mit einigen Prozessorkernen aus Westworld entkommen, darunter auch Bernards. Sie befindet sich im Jahr 2058 in Neo-Los Angeles und sucht Informationen über Rehoboam, einem von Incite Inc. entwickeltem System Künstlicher Intelligenz (KI). Sie plant die Konfrontation mit dessen Schöpfer, Engerraund Serac.
Bernard, der vom Rest der Welt immer noch für einen Menschen gehalten wird, wird für das Westworld-Massaker verantwortlich gemacht und nimmt eine neue Identität an. Währenddessen findet sich Maeve in einem anderen Teil des Delos-Parks wieder, der dem faschistischen Italien während des Zweiten Weltkriegs nachempfunden ist. Maeve wird von Serac gesucht, um ihm in seinem Kampf gegen Dolores zu helfen. William, der Westworld am Ende der zweiten Staffel ebenfalls verlassen hat, wird nun von Visionen seiner Tochter Emily und Dolores heimgesucht.

## Besetzung und Synchronisation
Die deutschsprachige Synchronisation der Serie erfolgt durch die Interopa Film in Berlin unter Dialogbuch und Dialogregie von Jürgen Wilhelm, wobei Robert Golling beim Buch mitarbeitet.

### Hauptdarsteller
| Rollenname                              | Schauspieler         | Hauptrolle (Episoden)                                                              | Synchronsprecher                                           | Auftritt/Staffel | Auftritt/Staffel | Auftritt/Staffel | Auftritt/Staffel |
| Rollenname                              | Schauspieler         | Hauptrolle (Episoden)                                                              | Synchronsprecher                                           | 1                | 2                | 3                | 4                |
| --------------------------------------- | -------------------- | ---------------------------------------------------------------------------------- | ---------------------------------------------------------- | ---------------- | ---------------- | ---------------- | ---------------- |
| Dolores Abernathy / Christina           | Evan Rachel Wood     | 1.01–1.05, 1.07–2.03, 2.05–4.08                                                    | Marie Bierstedt                                            | Haupt            | Haupt            | Haupt            | Haupt            |
| Maeve Millay                            | Thandiwe Newton      | 1.01–2.03, 2.05–4.08                                                               | Nana Spier                                                 | Haupt            | Haupt            | Haupt            | Haupt            |
| Bernard Lowe / Arnold Weber 1           | Jeffrey Wright       | 1.01–3.02, 3.04–4.07                                                               | Oliver Siebeck                                             | Haupt            | Haupt            | Haupt            | Haupt            |
| Theodore „Teddy“ Flood                  | James Marsden        | 1.01–1.06, 1.08–2.03, 2.05–2.10, 4.01–4.08                                         | Karlo Hackenberger                                         | Haupt            | Haupt            | k. A. 2          | Haupt            |
| Mann in Schwarz / William „Billy“       | Ed Harris            | 1.01–1.06, 1.08–2.02, 2.04, 2.06–2.10, 3.04, 3.06–4.08                             | Wolfgang Condrus                                           | Haupt            | Haupt            | Haupt            | Haupt            |
| Mann in Schwarz / William „Billy“       | Jimmi Simpson        | 1.02–1.05, 1.07–1.10, 2.02, 2.04, 3.06                                             | Gerrit Schmidt-Foß                                         | Haupt            | Neben            | Gast             | k. A. 2          |
| Dr. Robert „Bob“ Ford                   | Anthony Hopkins      | 1.01–2.02, 2.06–2.10                                                               | Joachim Kerzel                                             | Haupt            | Haupt            | k. A. 2          | k. A. 2          |
| Elsie Hughes                            | Shannon Woodward     | 1.01–1.06, 1.08–1.09, 2.04, 2.06–2.07, 2.09–2.10                                   | Magdalena Turba                                            | Haupt            | Haupt            | k. A. 2          | k. A. 2          |
| Ashley Stubbs                           | Luke Hemsworth       | 1.01–1.04, 1.06–1.09, 2.01, 2.03–2.04, 2.06–2.07, 2.10, 3.02, 3.04–3.08, 4.03–4.08 | Tommy Morgenstern (1.01–3.08) Sascha Rotermund (4.03–4.08) | Haupt            | Haupt            | Haupt            | Haupt            |
| Theresa Cullen                          | Sidse Babett Knudsen | 1.01–1.04, 1.06–1.09, (2.07) 3                                                     | Susanne von Medvey                                         | Haupt            | Gast 3           | k. A. 2          | k. A. 2          |
| Clementine „Clem“ Pennyfeather (I.)     | Angela Sarafyan      | 1.01–1.04, 1.06–1.07, 1.09–1.10, 2.02–2.07, 2.09–2.10, 3.07, 4.01–4.08             | Luisa Wietzorek                                            | Haupt            | Haupt            | Neben            | Haupt            |
| Peter Abernathy (I.)                    | Louis Herthum        | 1.01–1.03, 1.08–1.09, 2.01, 2.03, 2.06–2.07, 2.10                                  | Frank Röth                                                 | Neben            | Haupt            | k. A. 2          | k. A. 2          |
| Lee Sizemore                            | Simon Quarterman     | 1.01–1.02, 1.06, 1.08–2.03, 2.05–2.08, 2.10, 3.02, 3.06                            | Tino Mewes                                                 | Haupt            | Haupt            | Neben            | k. A. 2          |
| Armistice                               | Ingrid Bolsø Berdal  | 1.01, 1.03–1.04, 1.08–1.10, 2.02–2.03, 2.05–2.06, 2.10                             | Svantje Wascher                                            | Haupt            | Haupt            | k. A. 2          | k. A. 2          |
| Hector Escaton / Ettore                 | Rodrigo Santoro      | 1.01, 1.04, 1.07–2.03, 2.05–2.06, 2.10, 3.02, 3.06, 4.01                           | Nico Mamone                                                | Haupt            | Haupt            | Neben            | Gast             |
| Logan Delos                             | Ben Barnes           | 1.02–1.05, 1.08–1.10, 2.02, 2.08, 2.10                                             | Alexander Doering                                          | Haupt            | Neben            | k. A. 2          | k. A. 2          |
| Angela                                  | Talulah Riley        | 1.02–1.03, 1.06, 1.08–2.03, 2.05–2.07                                              | Yvonne Greitzke                                            | Neben            | Haupt            | k. A. 2          | k. A. 2          |
| Lawrence Pedro Maria Gonzalez / El Lazo | Clifton Collins Jr.  | 1.02, 1.04–1.05, 1.07, 1.10, 2.02, 2.04, 2.06–2.07, 3.08                           | Sven Gerhardt                                              | Haupt            | Haupt            | Gast             | k. A. 2          |
| Charlotte Hale / Dolores Abernathy      | Tessa Thompson       | 1.06–2.01, 2.03, 2.06–3.01, 3.03–4.08                                              | Friederike Walke                                           | Haupt            | Haupt            | Haupt            | Haupt            |
| Karl Strand                             | Gustaf Skarsgård     | 2.01, 2.03, 2.05, 2.07, 2.10                                                       | Matthias Deutelmoser                                       | k. A. 2          | Haupt            | k. A. 2          | k. A. 2          |
| Antoine Costa                           | Fares Fares          | 2.01, 2.03, 2.05, 2.07, 2.10                                                       | Karim Chamlali                                             | k. A. 2          | Haupt            | k. A. 2          | k. A. 2          |
| Akecheta                                | Zahn McClarnon       | 2.02–2.04, 2.06–2.08, 2.10, 4.03                                                   | Jaron Löwenberg (2.02–2.10) Jens-Uwe Bogadtke (4.03)       | k. A. 2          | Haupt            | k. A. 2          | Gast             |
| Emily Grace                             | Katja Herbers        | 2.03–2.04, 2.06, 2.08–2.10, 3.04, 3.06                                             | Isabelle Höpfner                                           | k. A. 2          | Haupt            | Neben            | k. A. 2          |
| Caleb Nichols                           | Aaron Paul           | 3.01, 3.03, 3.05–4.08                                                              | Marcel Collé                                               | k. A. 2          | k. A. 2          | Haupt            | Haupt            |
| Engerraund Serac                        | Vincent Cassel       | 3.02–3.08                                                                          | Matthias Klie                                              | k. A. 2          | k. A. 2          | Haupt            | k. A. 2          |

### Nebendarsteller
| Rollenname                                     | Schauspieler         | Nebenrolle (Episoden)                                   | Synchronsprecher                      |
| ---------------------------------------------- | -------------------- | ------------------------------------------------------- | ------------------------------------- |
| Felix Lutz                                     | Leonardo Nam         | 1.01–1.02, 1.05–1.08, 1.10, 2.03, 2.05–2.06, 2.10, 3.02 | Adam Nümm                             |
| Sylvester                                      | Ptolemy Slocum       | 1.01–1.02, 1.05–1.08, 1.10, 2.03, 2.05–2.06, 2.10, 3.02 | Rainer Fritzsche                      |
| Deputy Foss                                    | Demetrius Grosse     | 1.01, 1.03–1.04, 1.08                                   | Sven Fechner                          |
| Sheriff Pickett                                | Brian Howe           | 1.01, 1.03, 1.08                                        | Axel Lutter                           |
| Rebus                                          | Steven Ogg           | 1.01, 1.03, 1.09–2.01, 2.03                             | Sven Brieger                          |
| Walter                                         | Timothy Lee DePriest | 1.01, 1.03                                              | Nils Nelleßen                         |
| Alter Bill                                     | Michael Wincott      | 1.01, 1.05                                              | Jan Spitzer                           |
| Wanahton                                       | Martin Sensmeier     | 1.01, 2.03, 2.08–2.10                                   | – B                                   |
| Clarence                                       | Kyle Bornheimer      | 1.01                                                    | Stefan Bräuler                        |
| Craig                                          | Currie Graham        | 1.01, 2.04                                              | Viktor Neumann                        |
| Lori                                           | Lena Georgas         | 1.01, 2.04                                              | Ann Vielhaben                         |
| Kissy                                          | Eddie Rouse          | 1.01                                                    | Gerald Schaale                        |
| Robert Ford (jung)                             | Oliver Bell          | 1.02, 1.05–1.06, 2.01                                   | Finn Posthumus Freddy Gerberon (2.01) |
| Sheriff Reed                                   | Josh Clark           | 1.02, 1.04                                              | Uli Krohm                             |
| Maeves Tochter                                 | Jasmyn Rae           | 1.02, 1.06, 1.08. 1.10–2.01, 2.05–2.08, 2.10, 4.01      |                                       |
| Wyatt                                          | Sorin Brouwers       | 1.03, 1.06, 1.08–1.10                                   |                                       |
| Lauren                                         | Gina Torres          | 1.03, 1.09, (2.07) 3, 3.08                              | Alexandra Wilcke                      |
| Marti                                          | Bojana Novaković     | 1.03                                                    | Anita Hopt                            |
| Capt. Norris                                   | Wade Williams        | 1.05                                                    | Marco Kröger                          |
| Abigail / Clementine „Clem“ Pennyfeather (II.) | Lili Simmons         | 1.08, 2.05–2.06                                         | Jessica Walther-Gabory                |
| Maling                                         | Betty Gabriel        | 2.01, 2.03, 2.05, 2.10                                  | Aline Staskowiak                      |
| Maj. Craddock                                  | Jonathan Tucker      | 2.02–2.04, 3.06–3.08                                    | Fabian Oscar Wien                     |
| James „Jim“ Delos                              | Peter Mullan         | 2.02, 2.04, 2.10, 3.06                                  | Hans Bayer                            |
| El Lazo                                        | Giancarlo Esposito   | 2.02                                                    | Thomas Nero Wolff                     |
| Phil                                           | Patrick Cage         | 2.02, 2.05–2.06                                         | Henning Nöhren                        |
| Col. Brigham                                   | Fredric Lehne        | 2.03, 4.01                                              | Erich Räuker                          |
| Musashi / Sato                                 | Hiroyuki Sanada      | 2.04–2.06, 3.04, 3.07                                   | Fumio Okura                           |
| Akane                                          | Rinko Kikuchi        | 2.05–2.06                                               | – A                                   |
| Hanaryo                                        | Tao Okamoto          | 2.05–2.06, 2.10, 3.07–3.08                              | – A                                   |
| Sakura                                         | Kiki Sukezane        | 2.05–2.06                                               | – A                                   |
| Tanaka                                         | Masayoshi Haneda     | 2.05–2.06                                               | – A                                   |
| Goldberg                                       | Rebecca Henderson    | 2.05–2.07                                               |                                       |
| Roland                                         | Aaron Fili           | 2.06–2.10                                               | Samir Fuchs                           |
| Coughlin                                       | Timothy V. Murphy    | 2.06–2.07                                               | Klaus-Dieter Klebsch                  |
| Engels                                         | Ronnie Gene Blevins  | 2.06–2.07                                               |                                       |
| Kohana                                         | Julia Jones          | 2.08, 2.10                                              | – B                                   |
| Wichapi                                        | Irene Bedard         | 2.08, 2.10                                              | – B                                   |
| Etu                                            | Booboo Stewart       | 2.08                                                    | – B                                   |
| Juliet                                         | Sela Ward            | 2.09                                                    | Arianne Borbach                       |
| Liam Dempsey                                   | John Gallagher Jr.   | 3.01, 3.03–3.06                                         | Sascha Rotermund                      |
| Martin Connells                                | Tommy Flanagan       | 3.01, 3.03–3.06                                         | Wolfgang Wagner                       |
| Francis                                        | Scott Mescudi        | 3.01, 3.03, 3.05, 3.07                                  | Stefan Bräuler                        |
| Martel                                         | Pom Klementieff      | 3.01, 3.03, 3.05                                        | Esra Vural                            |
| Penny                                          | Phoebe Tonkin        | 3.01, 3.04                                              | Luisa Wietzorek                       |
| Roderick                                       | Rafi Gavron          | 3.01, 3.04                                              | Konrad Bösherz                        |
| Ash James                                      | Lena Waithe          | 3.01, 3.05, 3.08                                        | Lisa-Marie Janke                      |
| Giggles                                        | Marshawn Lynch       | 3.01, 3.05, 3.08                                        | Johann Fohl                           |
| Jake                                           | Michael Ealy         | 3.03, 3.06                                              | Asad Schwarz                          |
| Whitman                                        | Enrico Colantoni     | 3.07–3.08                                               | Detlef Bierstedt                      |
| Maya                                           | Ariana DeBose        | 4.01–4.08                                               | Runa Aléon                            |
| Emmett Garson                                  | Michael Malarkey     | 4.01–4.02, 4.05                                         | Bastian Sierich                       |
| Peter                                          | Aaron Stanford       | 4.01                                                    | Hendrik Martz                         |
| Senator Ken Whitney                            | Jack Coleman         | 4.02                                                    | Uwe Büschken                          |
| Anastasia Whitney                              | Saffron Burrows      | 4.02                                                    | Ilka Teichmüller                      |
| Jay                                            | Daniel Wu            | 4.03–4.08                                               | Jan Makino                            |
| C / Frankie Nichols                            | Aurora Perrineau     | 4.03–4.08                                               | Marieke Oeffinger                     |

## Produktion

### Entwicklung
Am 31. August 2013 verkündete HBO, eine Pilotfolge für eine potenzielle Fernsehserie basierend auf dem Film Westworld bestellt zu haben. Diese wurde von Jonathan Nolan produziert, der zusammen mit Lisa Joy das Drehbuch verfasst hatte. Nolan, Joy, J. J. Abrams und Bryan Burk fungierten des Weiteren als ausführende Produzenten.
Ursprünglich war die Ausstrahlung schon für 2015 geplant. Durch mehrfache Produktionsschwierigkeiten wurde die Ausstrahlung auf Herbst 2016 verschoben.
Anfang November 2022 gab HBO die Einstellung der Serie bekannt. Die zuvor ausgestrahlte vierte Staffel stellt so das Serienende dar.

### Dreharbeiten

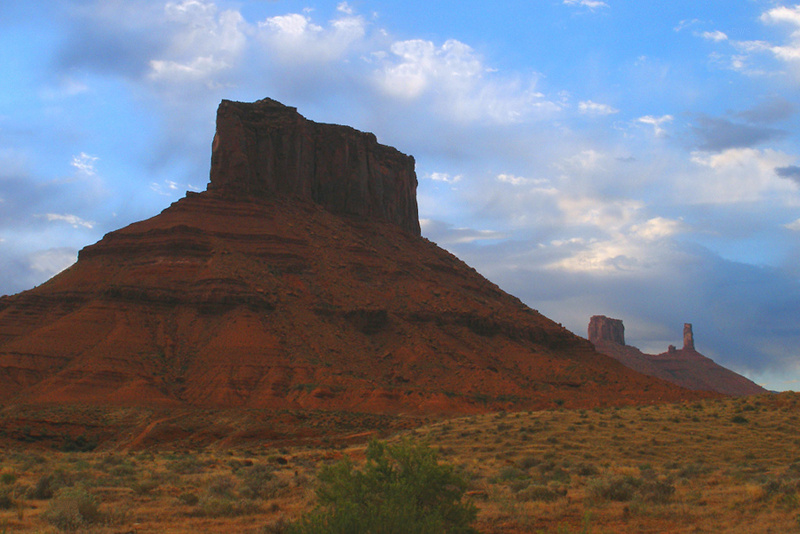
Castle Valley in Utah ist einer der Drehorte der Serie

Frühzeitig entschieden der Showrunner Nolan und der Kameramann Paul Cameron, dass die Serie auf 35-mm-Film gedreht werden sollte, obwohl es zunehmend schwieriger wurde, Kinefilm von den verbleibenden Herstellern zu erwerben. Für ein weicheres Bild setzten die Filmemacher Arri/Zeiss-Master-Prime-Objektive ein, deren Beschichtungen entfernt wurden. Die Serie wurde hauptsächlich auf Filmmaterial von Kodak gedreht, das von FotoKem in Burbank bearbeitet und von Encore Hollywood gescannt wurde, um digitale Zwischenprodukte aller Takes zu schaffen, die sich als Dailies eignen. Der endgültige Schnitt wurde im 2K-JPEG-Digitalformat an HBO für die Ausstrahlung und an Warner Bros. als Schnittnegativ für die Archivierung geliefert.
Da ein Großteil der Serie aus der Sicht der Hosts gezeigt wird, wurden Steadicams für die gesamte erste Staffel verwendet. Eine Ausnahme bildeten einige Szenen in der letzten Episode, in der eine Handkameraästhetik als Metapher für Hosts genutzt wurde, die sich aus ihrer Programmierung befreiten und freiwillig agierten.

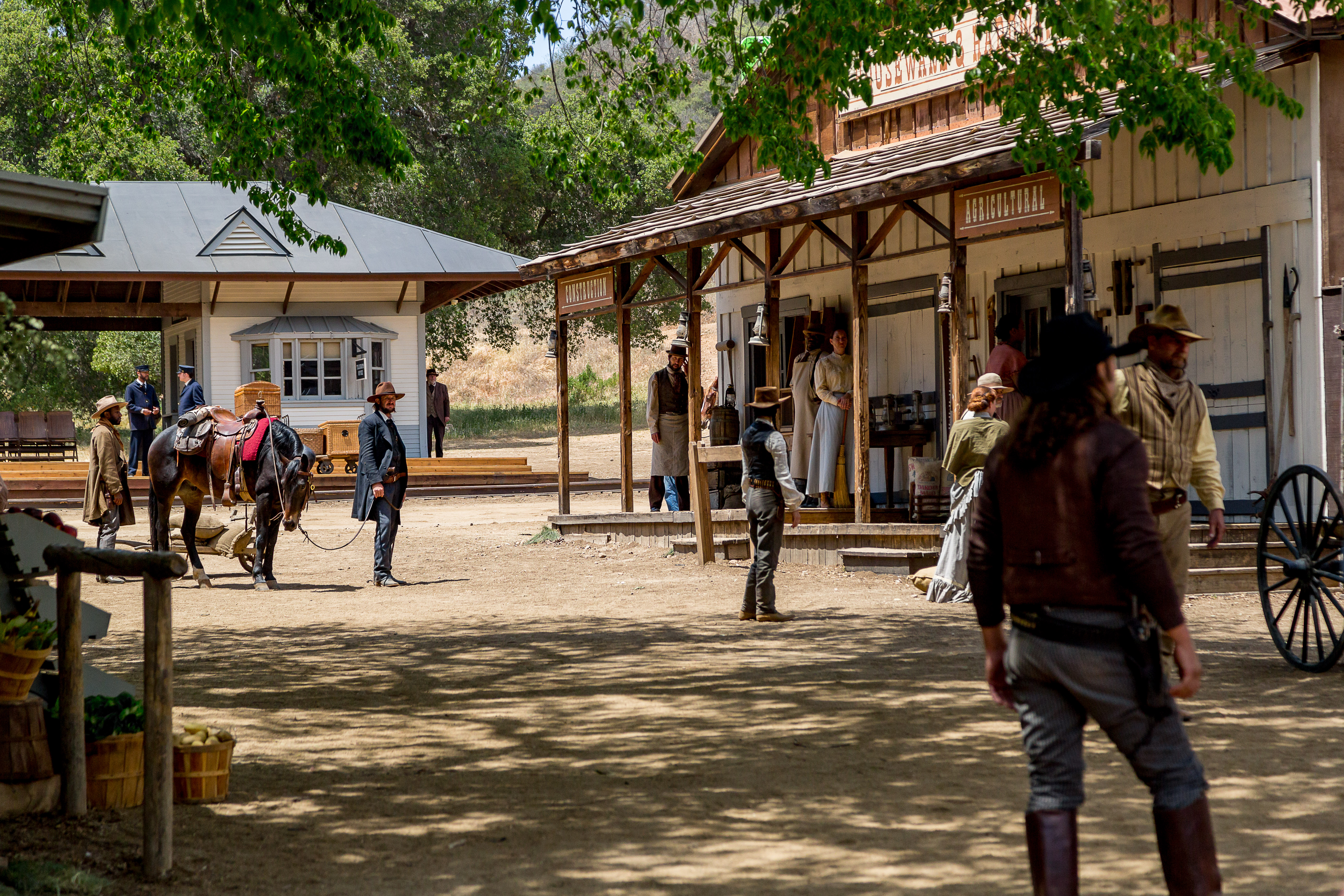
Aufnahmen entstanden auch auf der Paramount Ranch

Die 22-tägigen Dreharbeiten für die Pilotfolge der Serie fanden im August 2014 in und um Los Angeles sowie in Moab im Bundesstaat Utah statt. Drehorte in Kalifornien waren unter anderem verschiedene Soundstages und Backlots in den Universal Studios und Warner Bros., die Paramount Ranch in den Santa Monica Mountains, die Melody Ranch in Santa Clarita, das Skirball Cultural Center und das Los Angeles Convention Center und das Pacific Design Center in West Hollywood. Das Set der Melody Ranch für die Stadt Sweetwater wurde zuvor bereits für viele Western wie Django Unchained (2012) und Die glorreichen Sieben (2016) verwendet, wurde aber von dem Produktionsdesigner Zack Grobler für Westworld erheblich aufgewertet, um eine idealisierte Version des sogenannten Wilden Westens darzustellen.
Grüne Leinwände (engl. Greenscreens) wurden um die Sets in Kalifornien herum platziert, um moderne Bau- und Infrastrukturen wie Parkplätze zu verdecken, so dass die Aufnahmen in Kalifornien später digital mit Außenaufnahmen aus Utah zusammengefügt werden konnten. Für Szenen, die die Ankunft der Gäste in Sweetwater zeigen, arrangierten die Filmemacher von der Fillmore and Western Railway (F&W) eine Dampflokomotive, die ursprünglich für den Spielfilm Lone Ranger (2013) gebaut worden war. F&W lieferte auch einige hundert Meter Gleis, auf dem der Zug platziert werden konnte, um dann von einem Triebwagen in das Sweetwater-Set geschoben zu werden. Die Szenen in den unterirdischen Laborebenen des Westworld-Operationszentrums wurden auf einer Soundstage auf der Melody Ranch gefilmt. Das Labor besteht maßgeblich aus Glaswänden, so dass die Crew aufpassen musste, um auf den dunklen Sets nicht gegen die Glasscheiben zu stoßen, und sie musste immer wieder unerwünschte Reflexionen erkennen und verhindern. Die Dead Mall Hawthorne Plaza wurde für die Filmaufnahmen der Kühlhaus-Ebene genutzt, in der stillgelegte Hosts lagern.
Für die großformatigen Landschaftsaufnahmen ließen sich die Produzenten von dem US-amerikanischen Regisseur John Ford (1894–1973) inspirieren, der vier seiner Western im Castle Valley östlich von Moab drehte. Anfang 2014 bereiste Nolan den Süden Utahs mit Crewmitgliedern und einem Locationscout, um brauchbare Drehorte zu erkunden, und war von der Landschaft begeistert. Die meisten Orte in Utah, wie der Dead Horse Point State Park, waren ausschließlich begehbare Gegenden, wo sowohl die Besetzung als auch die Crew ihre gesamte Ausrüstung hinein- und hinaustragen mussten. Reitszenen wurden größtenteils auf einer privaten Ranch gedreht, wo die Filmemacher weniger Beschränkungen unterlagen als bei Dreharbeiten auf öffentlichen Flächen. Um die Sets in Kalifornien nahtlos mit denen aus Utah zu verschmelzen, wurden Greenscreens nach Utah gebracht, wo sie genutzt wurden, um rückwärtige Winkel von ursprünglich in Kalifornien gedrehten Szenen zu filmen. Zum Beispiel wurden Gespräche auf dem Außenbalkon des Westworld-Operationszentrums auf einem Balkon des Skirballcenters in Richtung Zentrum gefilmt, dann wurden den Darstellern am Dead Horse Point entgegengesetzte Winkel über die Schultern geschossen, so dass es den Anschein erweckt, als befände sich das Operationszentrum auf den steilen Klippen des State Parks. Die Innenszenen des Zuges entstanden durch die Montage eines Passagierwaggons auf dem Trailer eines Tiefladers, der auf der Utah State Route 128 fährt.
Der 3D-Druck von Hosts im Intro wurde fast ausschließlich mit klassischen Effekten erzeugt, die teilweise vom Visual-Effects-Team digital überarbeitet wurden. Die Schauspieler nutzten authentische Perkussionsrevolver wie Colt Single Action Army, LeMat 1861, Remington 1866 Derringer und Vorderschaftrepetierflinten wie das Winchester Model 1873. Aus Respekt vor den beteiligten Schauspielern und Statisten wurden Nacktaufnahmen auf einer geschlossenen Bühne gemacht und für Sexszenen wurden Doubles eingesetzt.

### Musik

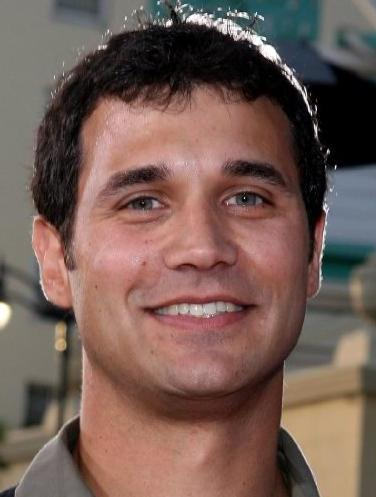
Ramin Djawadi, der Komponist von Westworld

Der deutsch-iranische Komponist Ramin Djawadi, der zuvor bereits bei der Fernsehserie Person of Interest mit Nolan zusammengearbeitet hatte, komponierte die Filmmusik von Westworld. Das musikalische Hauptthema verbindet Bassläufe, leichte Arpeggios und Melodien, die die Idee eines Vergnügungsparks komplettieren. Der Soundtrack zur ersten Staffel erschien am 5. Dezember 2016.
Über die Adaption zeitgenössischer Lieder in der Serie sagte der Komponist: „Die Show hat ein innewohnendes anachronistisches Gefühl, es ist ein Western-Themenpark, und dennoch hat er Roboter in sich, warum also nicht moderne Lieder verwenden? Und das ist eine Metapher an sich, eingepackt in das Gesamtthema der Show“, doch er betonte, dass Nolan die Idee dazu hatte.
Zu den neuinterpretierten Klavier- und Streicherstücken in Westworld gehören unter anderem von Radiohead die vier Songs No Surprises, Fake Plastic Trees, Motion Picture Soundtrack und Exit Music (For a Film). Weitere Stücke sind Black Hole Sun von der Grunge-Band Soundgarden, Paint It Black von The Rolling Stones, Pineapple Rag und Peacherine Rag vom Ragtime-Komponisten Scott Joplin (zwischen 1867 und 1868–1917), Reverie L.68 von Claude Debussy, A Forest von der Gothic-Band The Cure, The House of the Rising Sun in der Version von The Animals, Back to Black von Amy Winehouse und Something I Can Never Have von den Nine Inch Nails.
| Ep. | Titel                                                               | Länge | Arrangement                                         | Komposition                      |
| --- | ------------------------------------------------------------------- | ----- | --------------------------------------------------- | -------------------------------- |
| 01  | Black Hole Sun                                                      | 2:29  | Ramin Djawadi                                       | Soundgarden                      |
| 01  | Paint It Black                                                      | 5:44  | Ramin Djawadi                                       | The Rolling Stones               |
| 01  | Ain’t No Grave (Gonna Hold This Body Down)                          | 3:50  | Johnny Cash                                         | Johnny Cash                      |
| 02  | No Surprises                                                        | 2:37  | Ramin Djawadi                                       | Radiohead                        |
| 02  | Weeping Willow Rag                                                  | 3:26  | Scott Joplin                                        | Scott Joplin                     |
| 03  | Peachering Rag                                                      | –     | Maple Leaf Ragtime Band                             | Maple Leaf Ragtime Band          |
| 03  | Rêverie, L.68: Reverie                                              | –     | François-Joël Thiollier                             | Claude Debussy                   |
| 04  | A Forest                                                            | 2:49  | Ramin Djawadi                                       | The Cure                         |
| 04  | Pineapple Rag                                                       | 4:00  | Scott Joplin                                        | Scott Joplin                     |
| 04  | Carmen • Suite Nr. 2: Habanera                                      | –     | London Philharmonic Orchestra & David Parry         | Georges Bizet                    |
| 05  | Clair De Lune                                                       | 5:00  | Robin Alciatore                                     | Claude Debussy                   |
| 05  | Something I Can Never Have                                          | 5:56  | Vitamin String Quartet                              | Nine Inch Nails                  |
| 06  | Fake Plastic Trees                                                  | 2:14  | Ramin Djawadi                                       | Radiohead                        |
| 06  | Motion Picture Soundtrack                                           | 2:42  | Vitamin String Quartet                              | Radiohead                        |
| 07  | Rêverie, L.68: Reverie                                              | –     | François-Joël Thiollier                             | Claude Debussy                   |
| 08  | The House of the Rising Sun                                         | –     | Ramin Djawadi                                       | The Animals                      |
| 08  | Back to Black                                                       | 1:58  | Ramin Djawadi                                       | Amy Winehouse                    |
| 08  | Schwanensee: Walzer                                                 | 5:00  | Dmitry Yablonsky & Russian State Symphony Orchestra | Pjotr Iljitsch Tschaikowski      |
| 08  | Walzer • As-Dur, Opus 69, Nr. 1, Tempo Di Valse                     | –     | Sylvia Capova                                       | Frédéric Chopin                  |
| 08  | Rêverie                                                             | –     | Kungliga Filharmoniska Orkestern                    | Kungliga Filharmoniska Orkestern |
| 09  | Rêverie                                                             | –     | Noriko Ogawa                                        | Noriko Ogawa                     |
| 10  | Rêverie, L.68: Reverie                                              | –     | François-Joël Thiollier                             | Claude Debussy                   |
| 10  | Reveries                                                            | 1:42  | Ramin Djawadi                                       | Ramin Djawadi                    |
| 10  | Candy Castle                                                        | 5:25  | Glass Candy                                         | Glass Candy                      |
| 10  | Nocturne • Es-Dur, Opus 9, Nr. 2: Andante                           | –     | Dagmar Krug                                         | Frédéric Chopin                  |
| 10  | Sweetwater                                                          | 2:53  | Ramin Djawadi                                       | Ramin Djawadi                    |
| 10  | Someday                                                             | 3:40  | Ramin Djawadi                                       | Ramin Djawadi                    |
| 10  | Bicameral Mind                                                      | 4:26  | Ramin Djawadi                                       | Ramin Djawadi                    |
| 10  | Exit Music (For a Film)                                             | 4:27  | Ramin Djawadi                                       | Radiohead                        |
| 10  | Sweetwater Stride                                                   | 0:42  | Ramin Djawadi                                       | Ramin Djawadi                    |
| 10  | Streichquartett Nr. 13 • a-Moll, Opus 29, Nr. 1, D.804: II. Andante | –     |                                                     | Giuseppe Verdi                   |

Die Lizenzkosten lagen zwischen $15.000 und $55.000 pro Lied.

## Veröffentlichung

### Episodenliste
| Staffel | Untertitel    | Episodenanzahl | Erstveröffentlichung USA | Erstveröffentlichung USA | Deutschsprachige Erstveröffentlichung | Deutschsprachige Erstveröffentlichung |
| Staffel | Untertitel    | Episodenanzahl | Premiere                 | Finale                   | Premiere                              | Finale                                |
| ------- | ------------- | -------------- | ------------------------ | ------------------------ | ------------------------------------- | ------------------------------------- |
| 1       | Das Labyrinth | 10             | 2. Oktober 2016          | 4. Dezember 2016         | 2. Februar 2017                       | 2. März 2017                          |
| 2       | Das Tor       | 10             | 22. April 2018           | 24. Juni 2018            | 23. April 2018                        | 25. Juni 2018                         |
| 3       | Die neue Welt | 8              | 15. März 2020            | 3. Mai 2020              | 30. März 2020                         | 27. Juli 2020                         |
| 4       | Die Wahl      | 8              | 26. Juni 2022            | 14. August 2022          | 27. Juni 2022                         | 15. August 2022                       |

### Vereinigte Staaten
Die erste Staffel besteht aus zehn Episoden und wurde wöchentlich vom 2. Oktober 2016 bis zum 4. Dezember 2016 auf dem US-Sender HBO erstausgestrahlt. Die zweite Episode wurde vorab am 7. Oktober 2016 auf den Streaming-Plattformen des Senders veröffentlicht, da sich die Ausstrahlung am 9. Oktober 2016 mit der zweiten TV-Wahlkampfdebatte zwischen Donald Trump und Hillary Clinton überschnitt. Auf DVD, Blu-ray und Ultra HD Blu-ray erschien die erste Staffel in den USA am 7. November 2017.
Die zweite Staffel besteht wieder aus zehn Episoden und wird seit dem 22. April 2018 wöchentlich auf dem US-Sender HBO erstausgestrahlt. Die Premiere fand am 16. April 2018 im Cinerama Dome in Los Angeles statt. Auch am 17. April (für die Emmy-Nominierung) und 19. April 2018 (Tribeca Film Festival 2018) wurde die Staffelpremiere aufgeführt, jeweils mit einer anschließenden Diskussion mit den Erfindern und einigen Schauspielern der Serie. In San Francisco (18. April), Philadelphia (21. April) und Boston (22. April) wurden ebenfalls Vorführungen mit Diskussion und Schauspielern organisiert. In Atlanta fand am 19. April 2018 eine Vorführung der Episode mit Felix’ Darsteller Leonardo Nam als Diskussionsgast statt. Das zweite Staffelfinale wurde am 19. Juni 2018 im Kino des British Film Institute, BFI Southbank, fünf Tage vor der TV-Ausstrahlung gezeigt – mit einer anschließenden Fragerunde mit den Erfindern der Serie.
Die am 1. Mai 2018 bestellte 8-teilige dritte Staffel wurde am 5. März 2020 erstmals aufgeführt, im TCL Chinese Theatre in Los Angeles, ehe sie am 15. März 2020 auf HBO startete.

### Deutschsprachiger Raum
Sky Atlantic sendete am 25. Dezember und 26. Dezember 2016 die komplette erste Staffel im Original mit deutschen Untertiteln und vom 2. Februar bis 2. März 2017 (jeweils zwei Episoden pro Woche) erstmals mit deutscher Synchronisation. Staffel eins erschien am 23. November 2017 auf DVD, Blu-ray und Ultra HD Blu-ray im deutschsprachigen Handel.
Die zweite Staffel wird seit dem 23. April 2018 wöchentlich auf den Streaming-Plattformen von Sky (Sky Go, Sky On Demand, Sky Ticket) parallel zur US-Ausstrahlung auf Deutsch und Englisch veröffentlicht und abends auf Sky Atlantic ausgestrahlt.
Im Rahmen der Eventreihe Sky Night hat Sky Österreich die erste Episode der zweiten Staffel vor der Ausstrahlung im Kino auf Englisch vorgeführt. In Wien fand das Event am 17. April und in Linz am 18. April 2018 statt.
Die Episoden der dritten Staffel werden ab dem 30. März 2020, jeweils 15 Tage nach der Ausstrahlung in den Vereinigten Staaten, auf Skys Streaming-Plattformen mit deutscher Sprachauswahl veröffentlicht und abends auf Sky Atlantic gesendet. Aufgrund der COVID-19-Pandemie in Deutschland konnten nur die ersten drei Episoden auf Deutsch fertig produziert werden, ehe die Synchronfirma den Betrieb temporär einstellte. Daher stellte Sky die Ausstrahlung nach der dritten Episode auf Sky Atlantic ein und veröffentlicht die ausbleibenden Episoden im Stream mit optionalen deutschen Untertiteln.

### International
HBO Canada hat, vor Beginn der zweiten Staffel seit dem 22. April 2018, Gewinner eines Gewinnspiels ermittelt, die am 18. April (in Calgary) und 19. April 2018 (in Vancouver) die zweite Staffelpremiere vorab sehen durften.
In Australien wurde die erste Staffel parallel zur US-Ausstrahlung auf dem Sender Showcase ausgestrahlt. Aufgrund der Zeitverschiebung fand die Erstausstrahlung jedoch vom 3. Oktober bis 5. Dezember 2016 statt. Die zweite Staffel wird ebenso parallel auf Showcase ausgestrahlt. In Neuseeland fand die Ausstrahlung der ersten Staffel auf dem Sender SoHo auch parallel statt und wird bei der zweiten Staffel fortgeführt.
Am 19. April 2018 wurde die erste Episode der zweiten Staffel vor der Fernsehausstrahlung in Oslo, Norwegen auf Englisch im Kino vorgeführt. Die Ausstrahlung der zweiten Staffel findet seit dem 23. April 2018 auf HBO Nordic statt.
Am 21. April 2018 wurde die erste Episode der zweiten Staffel in Subang Jaya, Malaysia im Kino vorab gezeigt und seit dem 23. April 2018 wird die zweite Staffel parallel zur US-Ausstrahlung, aufgrund der Zeitverschiebung am Vormittag, auf HBO Asia ausgestrahlt. HBO Asia organisierte auch Kinovorführungen in Taipeh, Taiwan und Singapur und weiteren Ländern.

## Rezeption
Nach Nina Jerzy von n-tv lautet die Erfolgsformel von Westworld „Game of Thrones plus Terminator plus Lost“, dabei werde das Erfolgsrezept von Game of Thrones ins Genre Science-Fiction transferiert und um „lebensechte Roboter und eine tiefgreifende Mythologie zwischen Gottkomplex und Kapitalismuskritik erweitert“. Nach Meinung von Erik Kain in dem US-amerikanischen Wirtschaftsmagazin Forbes ist die Welt von Westworld der „ultimative Eskapismus, maßgeschneidert für jede Art von Fantasie, egal wie verdorben sie auch sein mag. Es sind Videospiele und Pornografie, virtuelle Realität und eskapistische Phantasie in einem.“ Westworld gehe viel weiter über Grand Theft Auto V hinaus, und es sei „beängstigend, weil man sich fragen muss, was man tun würde, wenn man jemals die Chance hätte, eine solche Welt zu besuchen, frei von Konsequenzen und Moral“. Karoline Meta Beisel von der Süddeutschen Zeitung assoziiert die Handlungsschleifen der Roboter, die immer wieder „geflickt“, deren „Daten gelöscht“ und die „neu gestartet“ werden, mit dem Spielfilm Und täglich grüßt das Murmeltier. Die Drehbuchautoren Jonathan Nolan und dessen Ehefrau Lisa Joy nannten auf der Comic Con in New York als weitere Inspirationsquellen neben dem originalen Spielfilm von Crichton noch die drei Open-World-Computerspiele Grand Theft Auto, Red Dead Redemption und BioShock sowie Konzepte, nach denen Computerspielentwickler ihre Nicht-Spieler-Charakter (NPC) programmieren, da diese „nicht nur Dialoge rezitieren“ („don’t just recite dialogue“).

### Kritiken
Jan Schlüter lobt auf Quotenmeter.de die Bildsprache, sie sei „hervorragend ambivalent, mit kühlen, dunklen, engen Räumen in den Labors und einladenden wunderschönen Landschaften im Wilden Westen. Schauspielerisch erleben wir höchstes Niveau, allein durch die herausfordernde Darstellung der Roboter, die ihre Mimik schlagartig ändern können oder ihre Funktionen ganz einstellen.“

„Die Vielschichtigkeit des sich romanhaft entblätternden Plots und die Intellektualität der verhandelten Fragen hebt ‚Westworld‘ über vergleichbare aktuelle Serien hinaus […] Bei aller philosophischen Dramatik kommt aber auch ein durchaus makabrer Spaß nicht zu kurz. Western-Fans finden zahlreiche Zitate aus Genreklassikern, allen voran und immer wieder ‚Spiel mir das Lied vom Tod‘. Und im Saloon, der zugleich als Bordell fungiert, steht ein dauerklimperndes Pianola, das allerdings keine Unterhaltungsmusik aus dem 19. Jahrhundert spielt, sondern ‚Black Hole Sun‘ oder ‚Paint It Black‘. Wovon immer Androiden träumen – harmlose elektrische Schafe sind es ganz sicher nicht.“

„War Crichtons Film eine Art Vorstudie für Jurassic Park, ist das neue Westworld eher mit den Matrix-Filmen verwandt: nicht die Neil Postman-mäßige Frage, was unsere Sucht nach Vergnügung mit uns anstellt, treibt die Schöpfer der Serie um, sondern die Frage, was im virtuellen Zeitalter Realität heißen darf. Eine Roboterfabel für das Zeitalter von Oculus Rift. Westworld warnt nicht mehr vor der Technologie, vor menschlicher Hybris; sie fragt, wie man mit Technologie lebt, wenn sie nun einmal da ist, was für eine Moralität in einer virtuellen Welt erforderlich ist. […] Westworld ist eine Serie, die sich ob ihrer Serienhaftigkeit kasteit, ein Entertainment, das das Entertainment verteufelt, eine epische Geschichte, die das Geschichtenerzählen infrage stellt.“

“Explicitly tackling Big Themes – religion, technology, morality, and the nature of human (and inhuman) violence among them—while casting a captivating aura, Westworld impressively balances its weighty philosophical bearings with a heady and entertaining swirl of romance, murder, and mystery.”

„Westworld setzt sich explizit mit den großen Themen auseinander – Religion, Technologie, Moral und der Natur menschlicher (und unmenschlicher) Gewalt — und bringt dabei gleichzeitig eine fesselnde Aura ins Spiel. Dabei balanciert Westworld eindrucksvoll seine gewichtige philosophische Haltung mit einem berauschenden und unterhaltsamen Strudel aus Romantik, Mord und Mysterium.“

### Auszeichnungen und Nominierungen (Auswahl)
Satellite Award
- 2016: Auszeichnung in der Kategorie Fernsehen: Beste Darstellerin in einer Serie – Drama für Evan Rachel Wood
- 2016: Nominierung in der Kategorie Fernsehen: Beste Fernsehserie – Genre

Critics’ Choice Television Award
- Jan. 2016: Auszeichnung als vielversprechendste neue Serie
- Dez. 2016: Auszeichnung in der Kategorie Beste Hauptdarstellerin in einer Dramaserie für Evan Rachel Wood
- Dez. 2016: Auszeichnung in der Kategorie Beste Nebendarstellerin in einer Dramaserie für Thandiwe Newton
- Dez. 2016: Nominierung als beste Dramaserie

Bei der Emmy-Verleihung am 17. September 2017 führte Westworld gemeinsam mit Saturday Night Live das Favoritenfeld mit 22 Nominierungen an.